# Ronika Tandi

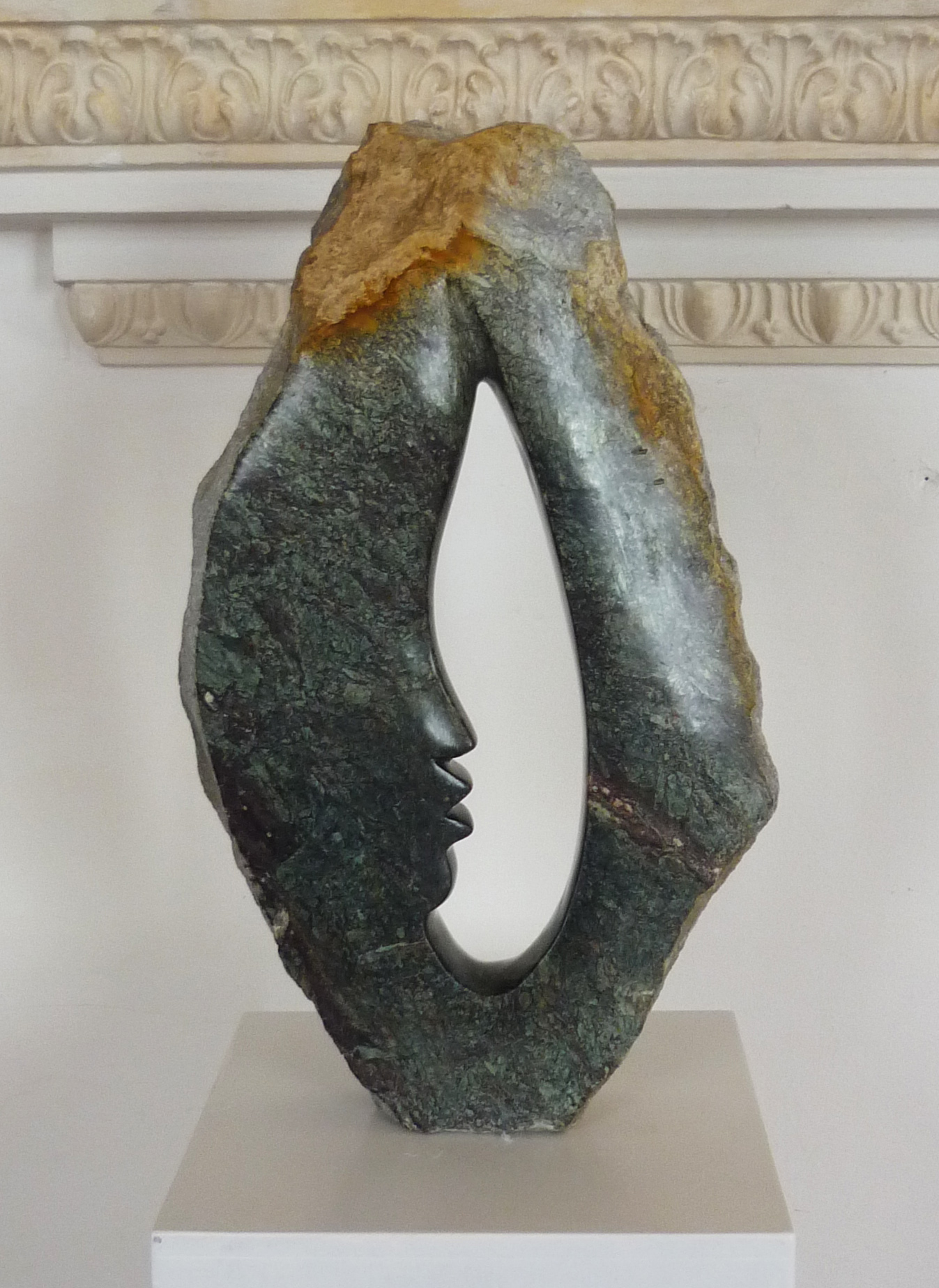
Skulptur von Ronika Tandi

Ronika Tandi (* 21. April 1975 in Kariba, Simbabwe) ist eine afrikanische Künstlerin.

## Leben
Sie studierte an den Visual Art Studios an der National Galerie in Harare und ist beeinflusst von Eddie Masaya.
2006 stellte sie ihre Arbeiten in der deutschen Botschaft in Harare aus. 2008 wurde sie als „Sculptor of the Year“ ausgezeichnet.
2010 gründete sie mit den Verantwortlichen von Emerald Hill die integrative Stiftung „Shungu Dzangu“, in der talentierte gehörlose Künstler gemeinsam mit nicht-gehandicapten Kunst schaffen und gemeinsam vermarkten.
Anfang Juni 2011 nahm sie als Vertreterin der Bildhauerinnen Zimbabwes an der offiziellen Eröffnung der Biennale in Venedig teil.